# Lucien Jasseron
Lucien Jasseron (Orán, 1913. december 29. – Strasbourg, 1999. november 15.) algériai születésű, francia válogatott labdarúgó, edző.

## Sikerei, díjai

### Játékosként
- RC Paris
  - Francia kupa: 1945

### Menedzserként
- Le Havre AC
  - Francia kupa: 1959
- Olympique Lyonnais
  - Francia kupa: 1964